# Giovanni Battista Lanfranchi
Giovanni Battista Lanfranchi (1606 – 3 de janeiro de 1673) foi um prelado católico romano que serviu como bispo de Avellino e Frigento (1670-1673).

## Biografia
Giovanni Battista Lanfranchi nasceu em 1606 em Nápoles, Itália, e foi ordenado sacerdote na Congregação dos Clérigos Regulares da Divina Providência. No dia 30 de junho de 1670, foi nomeado bispo de Avellino e Frigento durante o papado de Clemente X, onde serviu como bispo até à sua morte a 3 de janeiro de 1673.